# 开化方泉
31°26′08″N 120°15′32″E / 31.43546°N 120.25901°E
开化方泉，是中华人民共和国江苏省无锡市滨湖区雪浪街道的一个古泉。泉上有井开化方泉古井为无锡市文物保护单位。

## 沿革
当地原为开化镇，因古迹“开化方泉”井亭而命名，后改为南方泉。古井保存完好，井亭上写着“开化方泉”四字。2016年，古井被认定为第五批无锡市文物保护单位。

## 相关
- 南方泉
- 南方泉站